# Olga Butkevych
Olga Butkevych (ur. 3 stycznia 1986) – ukraińska a od 2007 roku brytyjska zapaśniczka walcząca w stylu wolnym. Olimpijka z Londynu 2012, gdzie zajęła jedenaste miejsce w kategorii 55 kg.
Brązowa medalistka mistrzostw świata w 2012 i  mistrzostw Europy w 2011 i 2014. Wicemistrzyni Wspólnoty Narodów w 2013. Mistrzyni Europy juniorów w 2006 roku.
- Turniej w Londyn 2012

Przegrała z Lissette Antes z Ekwadoru i odpadła z zawodów.